# センチュリオ
センチュリオ (Centurio) は、ニンテンドーDS専用ソフト『SDガンダム GGENERATION DS』に登場する架空の兵器（モビルスーツ、以下「MS」）。本項では各種センチュリオのバリエーション機の解説も行う。

## 設定解説
ギレン・ザビを中心としたジオン残党が敵対勢力を粛清するために造り上げたMSで、常に大部隊で戦闘行動を行う。機体開発にはターンXや∀ガンダムを解析して得たデータが用いられ、これらの簡易コピーとも言える機体。
一応はジオン製のMS（モノアイを持っているなどその名残はある）だが、ナノマシンによる自己修復機能や、防御フィールドを発生させて敵の攻撃を防ぐ「レルム・ドミナートゥス」など、ムーンレィスから手に入れた技術などを取り入れており、これまでのどのジオン製の機体も凌駕するスペックを持っている。パイロットはナノマシンによるクローン生命体「レギオン」。レギオンが危機に陥ると体内のナノマシンが活性化し、戦闘能力が増加する「オーバーブースト」という現象が発生し、センチュリオ自体のスペックも上昇する。
機体は主にナノマシンで出来ており、機体を取り巻く様に付いているリングにある羽の形状をしたナノマシンによって武器を形成させる。羽の数で機体を区別し、羽の数が多いほど上位機種である。
ガンダムエースの企画『GAME'S MsV』では、「トライア」の資料がエイジア大陸のロストマウンテンE窟から発掘されている。また、「センチュリオ・アウジリス」が遥か昔の黒歴史時代に人類に大きな恐怖を与えたという伝承も残っているが、どのようにして滅んだのかは不明とされる。

### 武装
ランチャー・ジェミナス
センチュリオの基本武装の一つで、羽状のナノマシンを形成させて造った連装ランチャー。ゲーム中の戦闘エフェクトから実弾、ビームと混合して撃つ事が可能らしい。
ブレード・ルミナリウム
羽状のナノマシンを剣の形に形成させて造る近接用の武装。従来の機体のビームサーベルより遥かに威力があり、ゲーム中ではまず最強の近接武器となっている。一見すると実体剣の様に見えるが、更にナノマシンが吹き出してビーム状の刃を形成している。そのため、フェイズシフト装甲の機体にも普通にダメージを与えられる。
フィールド・インペリウム
自機の周囲に羽状のナノマシンを散布して周囲の敵を攻撃する。月光蝶とほぼ同じ攻撃で、レガートゥス以上の上位機種に装備されている。
レルム・ドミナートゥス
自機の前に何らかの防御フィールドを発生させて敵の攻撃を防ぐ機能。全てのバリエーションのセンチュリオに装備されており、上位機種であるほど、防御フィールドの強度も高い。
デウス・エクス・マキナ
コンスラーレとインペラトールにのみ実装された機能。3機のコンスラーレ（もしくはインペラトールとコンスラーレ2機）が目標を取り囲む様に移動し、その後目標を中心として広範囲に渡ってナノマシンを散布する。厳密には武装ではなく3機のセンチュリオによる必殺技といえる。フィールド・インペリウムよりも広範囲にナノマシンを散布するため、回避や防御などはまず不可能である。

## バリエーション
センチュリオ・アウジリス
センチュリオの一般仕様で羽は2枚。レギオン達により運用される軍団の中核戦力となる機体であり、一般仕様でもその性能は他の量産機を上回る。武装は「ランチャー・ジェミナス」「ブレード・ルミナリウム」のみ。ゲーム中では単に「センチュリオ」と表記される。性能がレガートゥスと同様の強化型アウジリスも存在する（羽の数もレガートゥスと同じだが、「フィールド・インペリウム」は装備していない）。
センチュリオ・レガートゥス
センチュリオの小隊長仕様で羽は4枚。アウジリスより出力の向上やナノマシンユニットの増設などの性能強化が成され、周囲にナノマシンを展開させて攻撃する「フィールド・インペリウム」が追加装備された。
センチュリオ・コンスラーレ
センチュリオの指揮官仕様で羽は7枚。3機同時にナノマシン・フィールドを展開する「デウス・エクス・マキナ」を使う。
インペラトール
コンスラーレの改修機で、ノーマ・レギオ専用機。外観はコンスラーレと全く同じ形状だが、徹底的な改修を行われているため従来の機体を遥かに上回るスペックを誇り、センチュリオシリーズの中では最も高い性能を持つ。そのため「皇帝」の意味を持つ「インペラトール」と言う名で区別されている。武装もセンチュリオシリーズと共通で、コンスラーレと共に「デウス・エクス・マキナ」を発動できる。また、この機体とパイロットのノーマが他のセンチュリオの制御を掌る中枢ユニットのため、本機が破壊されれば他のセンチュリオも機能を失う。
インペラトール（機能低下状態）
隠しルートで条件を満たした場合に入手可能。最終決戦時にジェネシスの爆発に巻き込まれた際、一部機能の欠損に加え、本機のバックアップを行っていた他のセンチュリオを失ったために機能低下を起こした（その際カラーリングもトライアと同じ灰色になっている）。それでも元が桁外れの性能を持っていたため、機能低下を起こしても現有のMSを上回るスペックは健在である。
トライア（センチュリオ・トライア）
最初に製造された実験機。テスト用に可能な限りの機能が実装されており、不安定だがアウジリスを圧倒するスペックを持っている。トライアのみ全体のカラーリングが灰色（他のセンチュリオは白と紫）である。また、パイロットなしで自律行動が可能であり、ディー・トリエルを何度か救っている。